# پلین‌اج (نیویورک)
پلین‌اج (به انگلیسی: Plainedge) یک منطقهٔ مسکونی در ایالات متحده آمریکا است که در شهرستان نساو، نیویورک واقع شده‌است. پلین‌اج ۳٫۷ کیلومتر مربع مساحت و ۸٬۸۱۷ نفر جمعیت دارد و ۲۰ متر بالاتر از سطح دریا واقع شده‌است.